# Soetam
De Soetam (Russisch: Сутам) is een 351-kilometer lange rechterzijrivier van de Gonam in het stroomgebied van de Lena, gelegen in de Russische autonome republiek Jakoetië, in Oost-Siberië.
De Gonam ontspringt op de noordelijke hellingen van het Stanovojgebergte. De belangrijkste zijrivier is de Noejam (186 km) aan rechterzijde. In het stroomgebied van de rivier bevinden zich ongeveer 200 meren. De rivier is bevroren van eind oktober tot de eerste helft van mei.